# Exocarpos phyllanthoides
Exocarpos phyllanthoides är en sandelträdsväxtart som beskrevs av Stephan Ladislaus Endlicher. Exocarpos phyllanthoides ingår i släktet Exocarpos och familjen sandelträdsväxter.

## Underarter
Arten delas in i följande underarter:
- E. p. brachystachys
- E. p. montanus